# 巴薩卡拉與魯阿撒耀
巴薩卡拉（卑南語：Basakara）和魯阿撒耀（Luasayaw），又稱艾卜望（Aibuwan）和奧納樣（Aunayan），是台灣卑南族知本部落（Katratripulr）神話中一對法力高強的兄弟，曾殺死巨蛇、頭目西哈西浩、甚至是一整個部落的人，後來被該部落的人尊為神祇。

## 身世
巴薩卡拉和魯阿撒耀的父親是知本部落的頭目西哈西浩（Sihasihaw/Sigasigaw）、母親則是卑南社始祖巴辜馬賴（Pagumalay）夫妻的第七代孫女德呢勞（Dengeraw），他雖然是個美女，但因為陰部長有牙齒而被父母裝箱送進海中往南飄（他們認為祖先來自南方、而人死後靈魂也會前往南方）、飄到知本部落沿岸，並且被外出打獵的族人發現，由頭目西哈西浩將其救了出來、並處理掉她陰部上的牙齒，原本族人是打算由Uradak家家主Rasiras娶其為妻，但他本人卻認為這是頭目所救的女性而拒絕，最後由西哈西浩和德呢勞結婚；也有說法認為德呢勞是由部落的一對兄弟：卡達辜里岸（Katagul）和巴辜里案（Pakulian）所救起的，兩兄弟在處理掉她的陰牙之後都搶著娶她為妻並吵起來，事情因此傳到當時剛喪偶沒多久的西哈西浩耳中，他前往查看之後便要求兩兄弟把那位女性讓給自己，兩兄弟迫於他的頭目身分只好答應。後來西哈西浩跟陰牙女生有三個小孩，除了兩兄弟之外，還有他們的妹妹菈里亨（Rarihen），又稱菈希菈絲（Rasiras）。

## 神話

### 採檳榔
在兩兄弟十二、三歲的時候，母親德呢勞要他們回自己的老家去幫忙拿一些個人用品，兩兄弟前往母親老家拿東西時，卻被誤以為是小偷，他們只好幫那家人採檳榔，並且對卡里卡里（Kalikali，德呢勞的母親）報上自己的身世，卡里卡里知道他們是自己的孫子時相當開心，想要將他們留下來好好招待，但兩兄弟以為他們打算扣留自己，因此嚇得跑回家，他們摘的檳榔都掉了下來，長成現今知本部落裡的檳榔樹，因此傳統上知本部落的人在祈禱時都要供奉檳榔以向他們致謝。

### 殺死巨蛇
在三個孩子長大之後，遷到母親原本的家裡居住（此時德呢勞和卡里卡里都已經去世）某天菈里亨在河邊洗衣服時，被突然冒出來的巨蛇吞進了肚子裡，只剩衣服還擺在石頭上，因為等不到妹妹回來而決定去河邊找人的兩兄弟在發現血跡和大蛇留下來的痕跡後追上去，在一座山（Mernauuan）山頂池子旁的岩石縫隙中發現了大蛇，知道妹妹已經被吃掉了，憤怒的他們回到家中要求為妹妹報仇，卻被父親和族人冷淡處理，因此決定私下為妹妹報仇。他們燃燒一種叫做Tuer樹的樹皮，將刀燒熱並拿進水中浸泡後拿巨石來試砍，結果巴薩卡拉砍斷了一半、魯阿撒耀則全部砍斷了。
準備完畢的他們前往巨蛇棲息的地方，打算由魯阿撒耀敲擊岩壁引據蛇出來、巴薩卡拉則趁機揮刀殺死巨蛇，但沒想到刀從巨蛇的皮上彈開，魯阿撒耀看情況不對立刻上前揮刀，將巨蛇砍成了三段，終於為妹妹報了仇，他們還在巨蛇的肚子裡發現了菈里亨的手鐲，便帶著妹妹的遺物回到部落；另有說法認為他們在發現妹妹不見後就在河的附近到處尋找，發現了巨蛇棲息的洞穴後便用長矛伸進裡面試探後出現將其引出，巴薩卡拉嚇得當場逃跑、但魯阿撒耀挺身用長矛迎擊巨蛇、並且刺死了對方。
殺死巨蛇後，他們擔心會被巨蛇的怨魂報仇，因此先後詢問家祖paDungaw和伯勞鳥防範的方法，但都沒有得到答案（家祖不知道、伯勞鳥講太快），最後才在Tekwir鳥的指示下作法避免惡靈纏身。

### 放風箏
後來兄弟倆跑去了阿美族的田裡偷甘蔗，發現有小偷的阿美族人在地上撒了灰，不知情的兄弟就這樣留下了腳印，並且被阿美族包圍，魯阿撒耀也被抓走。在被俘虜期間，阿美族的人只給他吃蟲子或泥土之類的東西，飽受屈辱和飢餓，而哥哥巴薩卡拉為了拯救弟弟而想到了一個計謀：他著手做了一個風箏、上面綁著鈴鐺和小刀，並且呼喚北風，讓風箏飛到關押魯阿撒耀的地點，以鈴鐺的聲音作為給弟弟的暗號，魯阿撒耀趁著卑南社的人不知道是甚麼東西而驚訝的時候跳上風箏、乘著風箏飛走，還丟出小刀劃開一位卑南社孕婦的肚子作為報復，母子雙亡。
兩兄弟在加路蘭社（Karoroan，阿美族部落，位於今台東縣台東市富岡里）東方的山上會合，巴薩卡拉還帶著酒來讓魯阿撒耀吐出肚子裡的東西，兩人後來在當地住了下來。

### 弒父
由於父親在妹妹被吃和弟弟被抓時都對他們不聞不問，使得兩兄弟相當憎恨他，因此爬上家屋的柱子面向知本部落的方向，朝正戴著金屬斗笠的父親射箭，但巴薩卡拉在下手前遲疑了，最後由魯阿撒耀下了殺手並砍下父親的頭，據說西哈西浩的屍體後來化為石頭、至今仍在都蘭部落（'Atolan，位於台東縣東河鄉）的南方。而在殺死父親後，魯阿撒耀莫名開始發狂，巴薩卡拉向家祖尋求治病的方法沒有收穫後，又在Tekwir鳥的指示下施法治好了弟弟。

### 報仇
後來兩兄弟打算向侮辱魯阿撒耀的阿美族報仇，他們事先通知了家祖和其他家人，要他們在接下來的七天內在家四周綁上鈴鐺、而且如果東方的天空出現打雷就不要出門，說完就前往西方，一開始前幾天都相安無事，但在第七天的時候，他們因為有事前往卑南部落時，天空中突然下起大雨、落雷無數，嚇得他們逃回家中躲著，沒有受到任何傷害，但阿美族的部落卻因為落雷和洪水，無數民房燒起來、大量村民和家畜也都被沖進海中溺死，整個部落幾乎變成一片荒原，只有爬到樹上的幾個人得以活命。卑南族的人相信這是兩兄弟變成火神、水神之後所展現的神威，因此後來在進行許多事情時都會向他們祈福，另有說法認為他們因為不容於社民而聽從Tekwir鳥的建議升天，成為雷神和地震神。

### 其他版本
另有版本認為兩兄弟會弒父的原因是因為殺死巨蛇後擔心其亡魂作祟，所以殺了蜥蜴和猴子來占卜，並且去一個叫suzol的地方找的祖母問占卜結果，祖母告訴他們要建一個集會所，兩兄弟因此回到部落命令在接下來他們建造集會所的五天內不可以出門，否則格殺勿論（建造集會所的出草儀式），後來到了第五天集會所完成後，打算出草的兩兄弟看到一個老人帶著黃銅的斗笠出現，正打算去獵頭時，卻發現那是他們的父親西哈西浩，巴薩卡拉對於殺死父親這件事相當遲疑，但魯阿撒耀堅持要殺，並且趁哥哥不注意時砍下了父親的頭，殺死父親後他們又去問祖母要怎麼處理，結果被憤怒的祖母趕回去，他們只好去聽鳥占，得知要以跳舞來奠祭父親的神諭，結果跳著跳著就發瘋了，開始到處偷竊，最後跑到卑南社的田裡偷甘蔗，並且被卑南社族人以相同的方式抓住弟弟，而弟弟在哥哥放出風箏後也藉由抓著它把上面的鈴鐺搖下來、趁敵人去撿的時候跳上風箏逃走；而在兩兄弟重新會合後，弟弟想要跟哥哥一起去別的地方生活，但巴薩卡拉因為殺了父親和發狂的緣故，不願活在世上而用長矛自殺；弟弟看哥哥自殺，自己也不打算留在部落裡，因此向當時仍然在世的母親告別、前往東方，臨別前告訴母親只要東方的天空出現雷鳴就會下雨、西方則會乾旱。後來東方的天空中出現Berukatawan星，族人都認為那是魯阿撒耀變成的。

## 類似傳說
在卑南族、阿美族甚至其他南島語族的神話中，類似巴薩卡拉與魯阿撒耀的神話其實相當常見，只有細節上的不同，特別是變成星星的部分，如奇密社認為兄弟倆分別變成Linamay星和vulo星或一顆「帶刀的人形星星」；太巴塱部落則是流傳著兄妹三人分別變成太陽、月亮和金星或是「帶刀星星」的說法，雖然目前沒辦法完全確認那些特殊名稱星星的真身，但日本學者松本武男認為所謂的「帶刀星」是獵戶座的可能性很大；而南王部落（Puyuma）中則流傳著同樣為西哈西浩和陰牙女的兩個兒子：阿魯拿焰（Arunayan）和阿魯曝烷（Arupuwan）毀滅拉拉鄂斯族的傳說；菲律賓的邦托克（Bontoc）族、Tinguian 族、阿巴堯（Apayao）族也有星星跑到人類田裡偷吃甘蔗的傳說。
- 而在馬蘭部落的版本當中，Kaferasan與Farafoyay並非變成星星，而是成為了雷，以及閃電[8]:213。